# Zirli
Zirli er en stumfilm fra 1915 instrueret af ubekendt instruktør.

## Medvirkende
- Viggo Wiehe: Grev du Furnille
- Birger von Cotta-Schønberg: Gaston, grevens søn
- Karen Poulsen: Sasa, kokotte
- Gunnar Helsengreen: Hans Just, skovfoged hos greven
- Agnes Nørlund Seemann: Zirli, skovfogedens datter
- Peter Malberg: Mirco, krybskytte